# Ocrepeira saladito
Ocrepeira saladito är en spindelart som beskrevs av Claude Lévi 1993. Ocrepeira saladito ingår i släktet Ocrepeira och familjen hjulspindlar.
Artens utbredningsområde är Colombia. Inga underarter finns listade i Catalogue of Life.